# Јован Авакумовић (песник)
Јован Авакумовић (Сентандреја, око 1748 — око 1810) био је српски песник, племић и правник.

## Биографија
Рођен је у угледној породици Николе Авакумовића, сентандрејског трговца и судије кога је цар Леополд II повељом прогласио племићем. Школовао се у Пожуну (данашњој Братислави, Словачка), Трнави, Бечу и Лајпцигу. Био је адвокат Темишварске епархије, потом бележник Потиског судског дистрикта, судија Великокикиндског крунског дистрикта (од 29. новембра 1789-1795). Помиње се он 1783. године и као арендатор права точења пића у Врањеву. Затим је племићки судија Торонталске жупаније. Године 1796. он је срески начелник Торонталске жупаније.
Великокикиндски дистрикт га је послао као делегата на српски Црквено-народни сабор 1790. године у Темишвару, где је заступао пробечке ставове. Био је 1791. године присутан на државном Сабору у Бечу и Будиму.
Као песник био је цењен у своје време и значајан је представник српског грађанског песништва 18. века, мада је написао само неколико песама (четири знане) које се налазе у рукописним песмарицама.